# İlkay Gündoğan
İlkay Gündoğan [ˈilkaj gyndoaːn] (* 24. Oktober 1990 in Gelsenkirchen) ist ein deutscher Fußballspieler. Der Mittelfeldspieler steht seit Ende August 2024 zum zweiten Mal in seiner Karriere bei Manchester City unter Vertrag und ist ehemaliger deutscher Nationalspieler. Mit Manchester City gewann er fünf englische Meisterschaften und die Champions League 2023, mit Borussia Dortmund gewann er 2012 die deutsche Meisterschaft. 2023 wurde er zum Fußballer des Jahres in Deutschland gewählt.
Von 2023 bis zu seinem Rücktritt aus der Nationalmannschaft im August 2024 war er Kapitän der deutschen Nationalmannschaft.

## Leben
Gündoğans Eltern stammen aus Dursunbey, einer Kreisstadt der Provinz Balıkesir in der Türkei. Sein Großvater väterlicherseits war als Gastarbeiter ins Ruhrgebiet gekommen und arbeitete als Bergmann. Seine Ehefrau blieb mit den Kindern in der Türkei, wo sie zunächst aufwuchsen und zur Schule gingen. 1979 kam İlkay Gündoğans Vater İrfan schließlich mit seinen Geschwistern per Familiennachzug nach Deutschland, wo er 1981 bei der Brauerei Stauder in Essen erste Arbeit als Fahrer fand.
Gündoğan wuchs mit einem älteren Bruder in seiner Geburtsstadt Gelsenkirchen im Stadtteil Heßler auf. Er machte im Frühjahr 2011 an der Bertolt-Brecht-Schule Nürnberg, der Partnerschule seines damaligen Fußballvereins, sein Abitur. Sein Vater İrfan Gündoğan und sein Onkel İlhan Gündoğan agieren (Stand 2015) als seine Berater. Seine in der Türkei aufgewachsene Cousine Naz Aydemir (* 1990) ist Volleyballspielerin und spielt für Fenerbahçe İstanbul und die türkische Volleyballnationalmannschaft.
Gündoğan ist Anhänger des 1. FC Nürnberg und erzählte im DFB-Journal: „Meine vielleicht glücklichste Zeit als Fußballer hatte ich zu Beginn meiner Karriere als 18-, 19-Jähriger beim 1. FC Nürnberg.“
Gündoğan hält engen Kontakt zur Heimatstadt seiner Eltern. Er ist dort als Mäzen tätig und hat verschiedene Projekte teilfinanziert, z. B. das neue Stadion des ortsansässigen Fußballvereins Dursunbeyspor.
Gündoğan war von 2013 bis 2015 mit der Schauspielerin Sıla Şahin liiert. Er besitzt ausschließlich die deutsche Staatsangehörigkeit.
Im Mai 2022 heiratete Gündoğan in Kopenhagen seine Freundin Sara Arfaoui, eine Moderatorin und Model mit tunesischer Familiengeschichte aus Nizza. Sie moderiert seit 2019 die Quiz-Sendung L’Eredità beim TV-Sender Rai 1. Im März 2023 brachte seine Frau ihren gemeinsamen Sohn zur Welt.
2025 wurde ihm für seine eine Haltung gegen Hass, Ausgrenzung und Rassismus die Mevlüde-Genç-Medaille des Landes Nordrhein-Westfalen zuerkannt.

## Karriere

### Verein

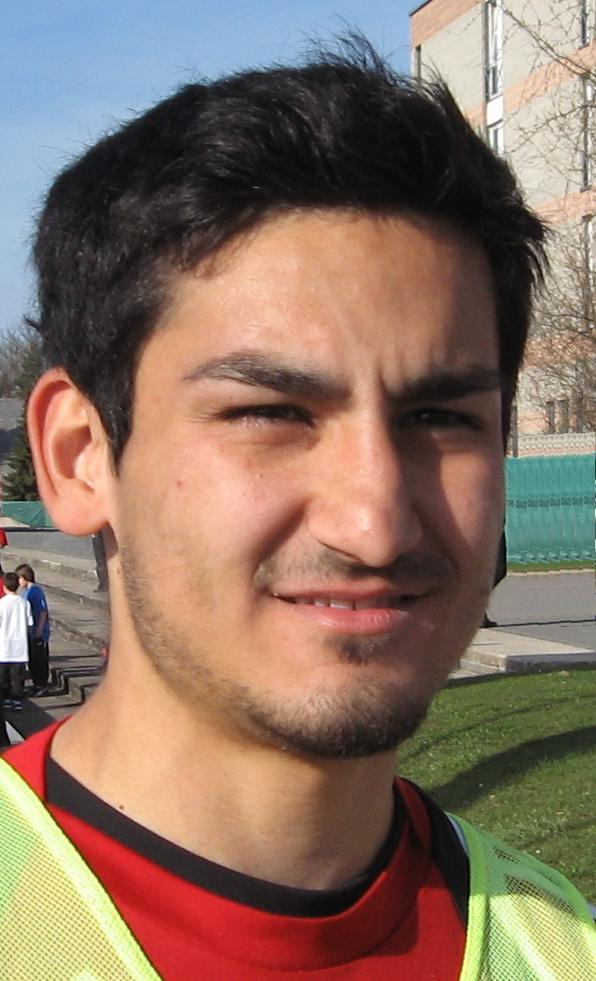
Gündoğan 2010 beim 1. FC Nürnberg

Gündoğan begann 1993 beim SV Gelsenkirchen-Hessler mit dem Fußballspielen und wechselte 1998 in die Jugendabteilung des FC Schalke 04. Nachdem er wegen Verletzungsproblemen in der Rückrunde zu keinem Einsatz gekommen war, verließ er den Verein im Sommer 1999 und kehrte zum SV Gelsenkirchen-Hessler zurück. Nach fünf weiteren Jahren beim SV Gelsenkirchen-Hessler und einer Saison beim SSV Buer wechselte er 2005 zum VfL Bochum. Für dessen zweite Mannschaft absolvierte er in der Hinrunde der Saison 2008/09 zwei Spiele in der Regionalliga West; dabei schoss er ein Tor.

#### 1. FC Nürnberg
Zur Winterpause der Saison 2008/09 wurde er vom damaligen Zweitligisten 1. FC Nürnberg verpflichtet und unterschrieb einen Vertrag bis 2011. Gündoğan kam bereits zur Rückrunde nach Nürnberg, obwohl zunächst erst ein Transfer für die neue Saison geplant war. Bereits am dritten Rückrundenspieltag saß er in Aachen auf der Bank, zu seinem ersten Einsatz kam er am letzten Spieltag gegen den TSV 1860 München, als er in der 62. Minute für Javier Pinola eingewechselt wurde, der für die bevorstehenden Relegationsspiele geschont werden sollte.
In der Vorbereitung zur Saison 2009/10 fiel Gündoğan besonders positiv auf. Daher kam er am 1. August 2009 im DFB-Pokal-Spiel bei Dynamo Dresden zu seinem Debüt in der Startelf des 1. FC Nürnberg und erzielte das Tor zum 0:3-Endstand. Eine Woche später stand er gegen den FC Schalke 04 erneut in der Startelf und feierte damit sein Debüt in der Bundesliga. Insgesamt kam er in der Hinrunde auf sieben Einsätze, davon dreimal über die volle Zeit. Am 6. Spieltag gelang ihm gegen den FC Bayern München eine Torvorlage. Am 23. Spieltag erzielte er gegen den FC Bayern München den Ausgleich zum 1:1-Endstand, beim 2:1-Sieg bei Hertha BSC gab er die Vorlage zum Siegtreffer von Angelos Charisteas, einem entscheidenden Schritt im Abstiegskampf.
Auch in den folgenden Relegationsspielen gegen den FC Augsburg blieb Gündoğan einer der wichtigsten Spieler. Nach dem knappen 1:0-Hinspielsieg schien er auszufallen, was als schweres Handicap empfunden wurde. Im Rückspiel konnte er dann aber doch spielen und hatte mit dem ersten Tor des Spiels maßgeblichen Anteil am Klassenerhalt.
In der Saison 2010/11 entwickelte er sich zu einer zentralen Anspielstation im Mittelfeld. Gemeinsam mit Mehmet Ekici und Julian Schieber bildete er ein starkes Offensivtrio. Nach der Winterpause fehlte er längere Zeit verletzungsbedingt und fand danach, wohl auch durch seine Abiturprüfungen, bis Saisonende nicht mehr zu alter Form zurück. Trotzdem hatte er großen Anteil an einem unerwartet starken sechsten Platz Nürnbergs. Das Interesse anderer Vereine an Gündoğan war geweckt, und der FCN konnte ihn nicht halten.
53 Spiele absolvierte Gündoğan für Nürnberg. „Wir hatten damals eine großartige Mannschaft, eine tolle Mischung aus erfahrenen Spielern und vielen Talenten. Im Rückblick würde ich sagen, dass diese Zeit noch sehr unbekümmert und damit voller Glück war“, erinnert er sich. „Meine vielleicht glücklichste Zeit als Fußballer hatte ich zu Beginn meiner Karriere als 18-, 19-Jähriger beim 1. FC Nürnberg.“

#### Borussia Dortmund

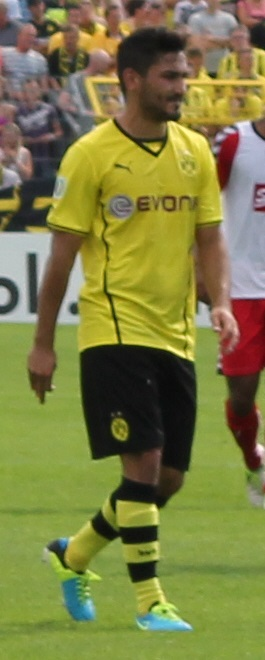
Gündoğan 2013 im Trikot von Borussia Dortmund

Zur Bundesliga-Saison 2011/12 wechselte Gündoğan zu Borussia Dortmund und unterzeichnete dort einen Vertrag über vier Jahre. Eine Million Euro der Transfersumme wurde aufgrund einer Transferklausel an den VfL Bochum gezahlt. In der Hinrunde absolvierte er für Borussia Dortmund die ersten neun Spiele von Beginn an, wobei er hinter den Erwartungen zurückblieb. Schließlich wurde Gündoğan vom Trainer Jürgen Klopp aus der Startelf genommen und von Experten als Fehleinkauf eingestuft.
In der Rückrunde verbesserten sich seine Leistungen stetig, und er erzielte unter anderem das Siegtor im Halbfinale des DFB-Pokals gegen die SpVgg Greuther Fürth. Sein Schuss ging in der 120. Minute an den Pfosten, prallte von dort aus an den Rücken des eingewechselten Fürther Torwarts Jasmin Fejzić und rollte von dort ins Tor. Am Ende der Saison 2011/12 wurde Gündoğan mit Borussia Dortmund zum ersten Mal in seiner Karriere Deutscher Meister und gewann mit dem DFB-Pokal gegen Bayern München auch noch das Double.
In der Saison 2012/13 stand er mit dem BVB im Finale der Champions League, das man gegen Bayern München mit 1:2 verlor. Im Sommer 2013 wurde er in der Kicker-Rangliste in die selten vergebene Rubrik „Weltklasse“ eingeordnet.
In der Saison 2013/14 bestritt Gündoğan lediglich ein Spiel in der Bundesliga und ein Spiel im DFB-Pokal. Er litt am Nervwurzelreizsyndrom, was ab dem 10. August 2013 keinen weiteren Einsatz mehr zuließ. Nachdem eine mehrmonatige konservative therapeutische Behandlung nicht den erhofften Erfolg und Fortschritt gebracht hatte, wurde er Mitte Juni 2014 in München an der Lendenwirbelsäule operiert und verpasste den Saisonstart der Spielzeit 2014/15. Am 10. Oktober 2014 absolvierte Gündoğan in einem Testspiel der zweiten Mannschaft des BVB gegen den VfL Bochum II sein erstes Spiel nach 422 Tagen. Am 3. Mai 2016 zog er sich im Training eine Patellaluxation (Ausrenkung der Kniescheibe) am rechten Bein zu. Damit fiel er für das Pokalfinale aus.
Sein Vertrag lief bis Juni 2017.

#### Manchester City
Zur Saison 2016/17 wechselte Gündoğan für vorerst vier Jahre zu Manchester City. Sein Premier-League-Debüt gab er am 17. September 2016 beim Heimspiel gegen den AFC Bournemouth und erzielte dabei den Treffer zum 4:0-Endstand. Beim 4:0-Sieg im Ligaspiel am 29. Oktober 2016 bei West Bromwich Albion und beim 3:1-Sieg im Champions-League-Spiel am 1. November 2016 gegen den FC Barcelona traf Gündoğan jeweils zweimal. Am 14. Dezember 2016 zog Gündoğan sich im Heimspiel gegen den FC Watford einen Kreuzbandriss am rechten Knie zu. Am 16. September 2017 gab er nach neun Monaten Verletzungspause sein Comeback im Spiel gegen den FC Watford (6:0). Im entscheidenden letzten Spiel der Meisterschaft der Saison 2021/22 gegen Aston Villa wurde er in der 68. Spielminute eingewechselt und steuerte maßgeblich mit zwei Treffern dazu bei, einen 0:2-Rückstand in ein 3:2 umzuwandeln.
Zur Saison 2022/23 verließ der Mannschaftskapitän Fernandinho die Mannschaft, woraufhin im August 2022 Gündoğan zum neuen Kapitän gewählt wurde. Davor hatte er bereits als stellvertretender Mannschaftskapitän fungiert. In dieser Saison, zu deren Ende sein Vertrag in Manchester auslief, gelang ihm als Kapitän der Gewinn des Triple aus Meisterschaft, FA Cup und UEFA Champions League.
Nach der Saison wurde er zum Fußballer des Jahres in Deutschland gewählt.

#### FC Barcelona
Nach seinem Vertragsende bei Manchester City wechselte Gündoğan zur Saison 2023/24 in die spanische Primera División zum FC Barcelona. Er unterschrieb einen Vertrag bis zum 30. Juni 2025, der eine Ausstiegsklausel in Höhe von 400 Millionen Euro enthält. Er gewann dort die Vizemeisterschaft und erreichte im Copa del Rey 2023/24 sowie in der UEFA Champions League 2023/24 jeweils das Viertelfinale.

#### Rückkehr zu Manchester City
Ende August 2024 kehrte Gündoğan zu Manchester City zurück. Er unterschrieb einen Vertrag bis zum Ende der Saison 2024/25.

### Nationalmannschaft

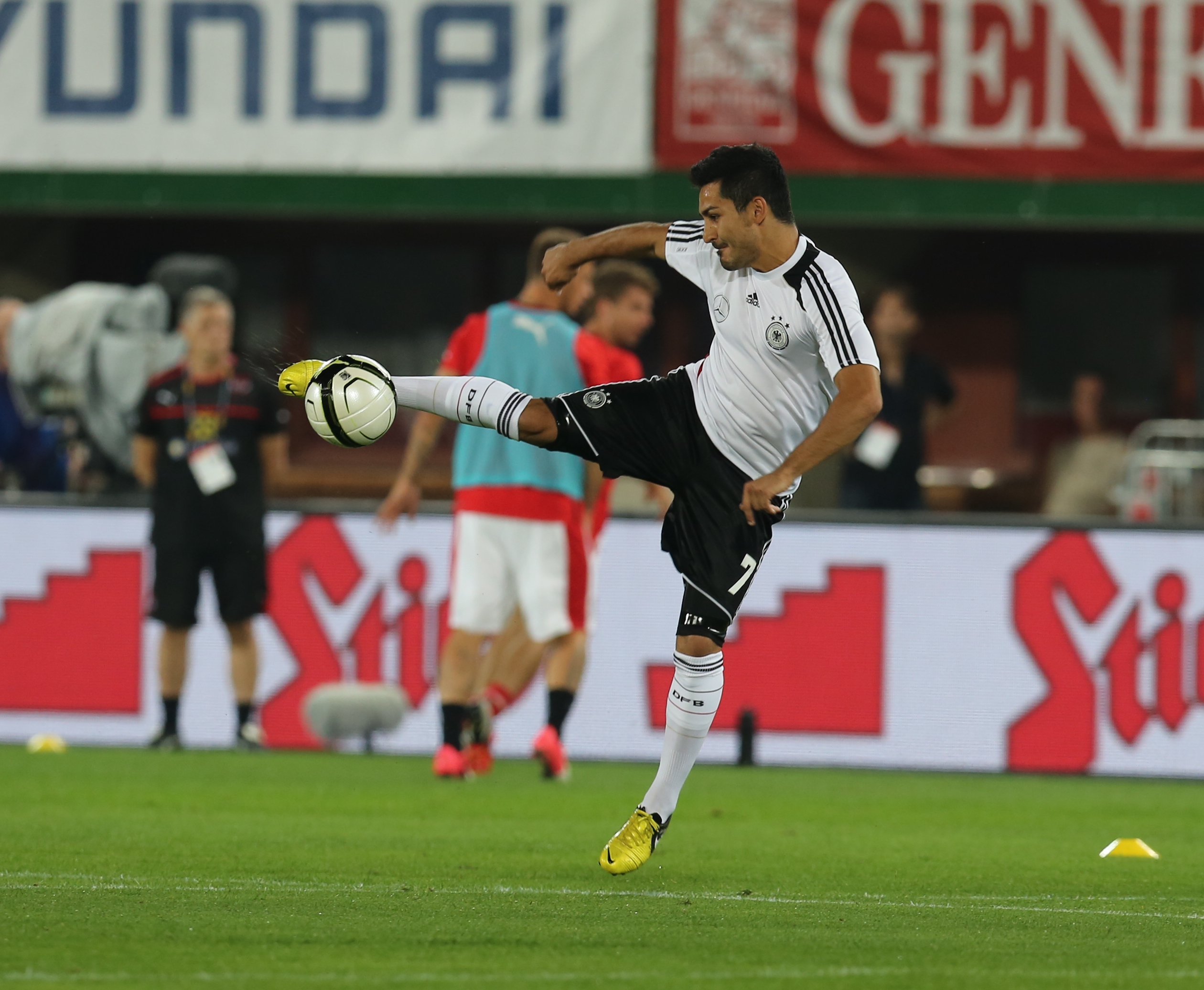
Gündoğan vor dem Länderspiel: Österreich gegen Deutschland am 11. September 2012

Gündoğan ist mehrmaliger deutscher Jugendnationalspieler. Für das Freundschaftsspiel am 10. August 2011 gegen Brasilien wurde er erstmals in die deutsche A-Nationalmannschaft berufen. Im letzten EM-Qualifikationsspiel Deutschlands gegen Belgien gab er am 11. Oktober 2011 sein A-Länderspieldebüt für Deutschland.
Gündoğan nahm an der Europameisterschaft 2012 teil, blieb jedoch ohne Einsatz. Sein erstes Länderspieltor erzielte er am 26. März 2013 in Nürnberg beim 4:1-Sieg im WM-Qualifikationsspiel gegen die Auswahl Kasachstans mit dem Treffer zum 3:0 in der 31. Minute. Am 14. August 2013 wurde er im Spiel gegen Paraguay verletzungsbedingt ausgewechselt und absolvierte sein nächstes Länderspiel 586 Tage später am 25. März 2015 in einem Freundschaftsspiel gegen Australien. Wegen seiner im Mai 2016 erlittenen Knieverletzung konnte er nicht an der Europameisterschaft 2016 teilnehmen.
Bei der Weltmeisterschaft 2018 stand Gündoğan 59 Minuten auf dem Platz. Im zweiten Gruppenspiel gegen Schweden (2:1) wurde er in der 31. Minute beim Stand von 0:0 für den verletzten Sebastian Rudy eingewechselt. Im nächsten Spiel gegen Südkorea, das Deutschland mit 0:2 verlor und dadurch als Tabellenletzter der Gruppe F erstmals in der WM-Geschichte bereits in der Vorrunde ausschied, kam Gündoğan nicht mehr zum Einsatz. Nach dem frühzeitigen Ausscheiden aus der Weltmeisterschaft erklärte Gündoğan, auch künftig für die deutsche Fußballnationalmannschaft spielen zu wollen.
Mit der deutschen Auswahl erreichte er bei der Europameisterschaft 2021 das Achtelfinale, wo Deutschland gegen England ausschied.
Im November 2022 wurde er von Trainer Hansi Flick in den Deutschland-Kader für die Fußball-Weltmeisterschaft 2022 berufen, in dem er Stammspieler war, die Mannschaft aber bereits nach der Vorrunde ausschied.
Nachdem Gündoğan schon in ein paar Spielen die Kapitänsbinde getragen hatte, wurde er im September 2023 von Bundestrainer Hansi Flick offiziell zum neuen Kapitän der Nationalmannschaft ernannt. Diese Entscheidung wurde im Oktober 2023 durch den neuen Bundestrainer Julian Nagelsmann bestätigt.
Im Mai 2024 wurde er von Bundestrainer Julian Nagelsmann in den Kader für die Europameisterschaft im eigenen Land berufen. Deutschland schied im Viertelfinale aus, Gündoğan kam in allen fünf Spielen zum Einsatz.
Im August 2024 trat er mit dem Verweis auf eine „gewisse Müdigkeit“ körperlicher und mentaler Art, die ihn eigenen Angaben zufolge nachdenklich stimmte, aus der Nationalmannschaft zurück.

## Erfolge
International
- Champions-League-Sieger: 2023

Deutschland
- Meister: 2012
- Pokalsieger: 2012
- Supercupsieger (2): 2013, 2014
- Aufstieg in die Bundesliga: 2009

England
- Meister (5): 2018, 2019, 2021, 2022, 2023
- Pokalsieger (2): 2019, 2023
- Ligapokalsieger (4): 2018, 2019, 2020, 2021
- Supercupsieger (2): 2018, 2019

Auszeichnungen
- Nominierung für den Ballon d’Or: 2023 (14. Platz)
- Deutschlands Fußballer des Jahres: 2023
- Mitglied der VDV-Elf: 2012/13
- Einstufung als Weltklasse in der Rangliste des deutschen Fußballs: Sommer 2013, Winter 2020/21, Sommer 2023
- Premier League Player of the Month: Januar 2021, Februar 2021

## Karitatives Engagement
Nach der Flutkatastrophe in Deutschland 2021 sowie den fast gleichzeitigen Waldbränden in der Türkei spendete Gündoğan Geld für eine Baumpflanzaktion und ließ sogenannte „Fanpakete“ (etwa mit Trikots, Schuhen oder Tickets) versteigern, um Einnahmen für weitere Nachhaltigkeitprojekte zu gewinnen. Zudem rief er zum Klimaschutz auf.

## Kontroverse
Am 13. Mai 2018 kam es (wenige Wochen vor den vorgezogenen türkischen Präsidentschafts- und Parlamentswahlen und im Vorlauf der Weltmeisterschaft 2018 in Russland) in London zu einem Treffen von İlkay Gündoğan mit dem türkischen Präsidenten Recep Tayyip Erdoğan. Auch Mesut Özil und Cenk Tosun, die wie Gündoğan ebenfalls bei englischen Vereinen spielten, nahmen an dem Treffen teil und überreichten Erdoğan jeweils eines ihrer Trikots. Auf Gündoğans Trikot stand die handgeschriebene Aufschrift “SAYIN CUMHURBAŞKANIM’A [sic] SAYGILARIMLA” („Mit Respekt für meinen Präsidenten“).
Zeitpunkt und Symbolkraft des Fotos riefen politisch, gesellschaftlich und seitens des Deutschen Fußball-Bundes (DFB) Reaktionen und Kritik hervor, wobei sich die Kritik aufgrund der nahenden WM vor allem auf Özil und Gündoğan konzentrierte. Der damalige DFB-Präsident Reinhard Grindel bezeichnete das Treffen als „Wahlkampfmanöver“ Erdoğans, für das sich die Nationalspieler hätten missbrauchen lassen. Am 18. Mai 2018 kam es zu einem Treffen von Gündoğan und Özil mit dem deutschen Bundespräsidenten Frank-Walter Steinmeier. Beim Testspiel in Klagenfurt am Wörthersee zwischen Österreich und Deutschland wurde Gündoğan von Zuschauern bei jedem Ballkontakt ausgepfiffen. Selbiges passierte auch im Testspiel am 8. Juni gegen Saudi-Arabien. Während sich Özil zur Kritik nicht äußerte, twitterte Gündoğan am Tag darauf, er sei „immer noch dankbar, für dieses Land zu spielen“.